# Pilar (Buenos Aires)
Pilar ist die Hauptstadt des gleichnamigen Partidos (Verwaltungsbezirks) und liegt in der Provinz Buenos Aires. Die Stadt hatte im Jahr 2001 226.517 Einwohner. 
In Pilar wurde am 23. Februar 1820 der Vertrag von Pilar unterzeichnet, mit dem die Grundlage für den argentinischen Föderalismus geschaffen wurde. Aufgrund dieses Ereignisses gilt Pilar heute als „Wiege des Bundesstaates“. Der Vertrag beendete den Krieg zwischen den Provinzen Entre Ríos und Santa Fe gegen Buenos Aires. 
Pilar wuchs in den zehn Jahren vor 2006 rapide an. Damit ging auch eine rasche wirtschaftliche Entwicklung daher. Die Stadt ist seitdem (Stand 2006) eine exklusive Wohngegend, in der viele wohlhabende Familien Häuser in einer Gated Community besitzen. Außerdem ist Pilar mit 16 Poloclubs die inoffizielle Hauptstadt des Polosports in Argentinien.

## Söhne und Töchter der Stadt
- Mariano Aguerre  (* 1969), Polospieler
- Gustavo Colman  (* 1985), Fußballspieler
- Daiana Ocampo (* 1991), Langstreckenläuferin